# Conor McGuinness

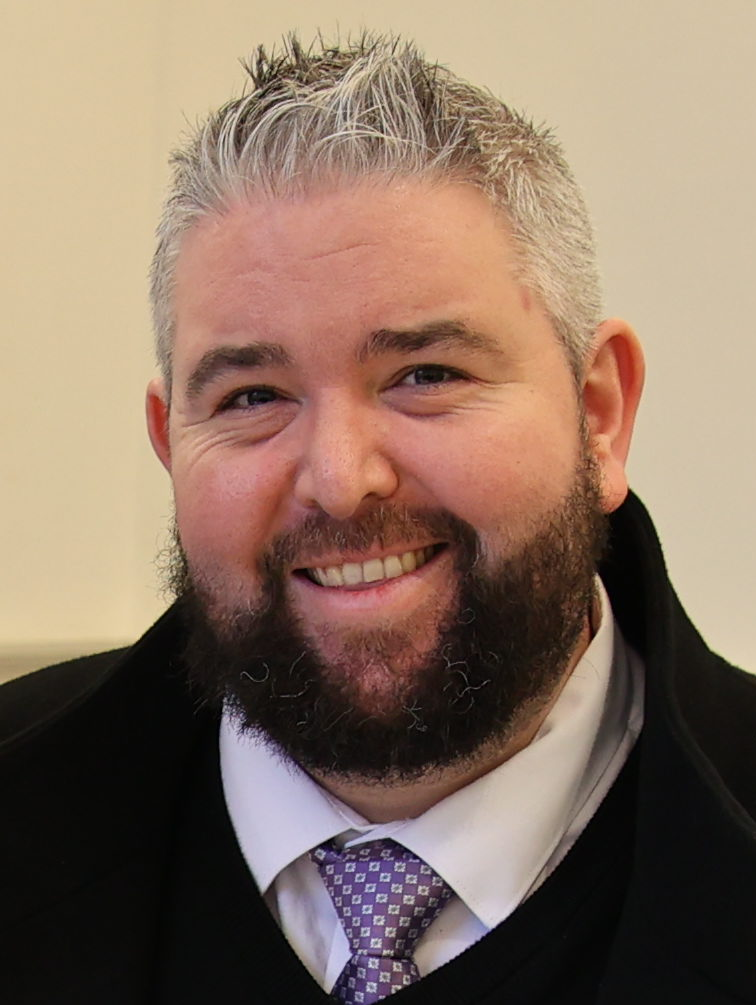
Conor D. McGuinness (2024)

Conor D. McGuinness (* 1986 in Irland) ist ein irischer Politiker der Sinn Féin, der seit 2024 Abgeordneter im Dáil Éireann ist.

## Leben
McGuinness, der in Dungarvan aufgewachsen ist, trat bereits im Alter von 15 Jahren der Sinn Féin bei. Er studierte an der 
University of Galway und arbeitete als Gewerkschaftssekretär. 2019 wurde er in den Waterford City and County Council gewählt und 2024 wiedergewählt. Bei den Wahlen zum Dáil Éireann 2024 konnte er auf Anhieb im Wahlkreis Waterford einen Sitz erringen.

## Privates
Conor D. McGuinness ist mit Pia McGuinness verheiratet.